# 天主教海得拉巴教區
天主教海得拉巴教區（拉丁語：Dioecesis Hyderabadensis in Pakistan），是羅馬天主教會以巴基斯坦信德省第二大城市海得拉巴為中心的一個主教區。屬卡拉奇總教區。教區管轄除卡拉奇以外的整個信德省。
2006年有教友48,895名，佔轄區總人口僅百分之0.2。由23名司鐸名管理14個堂區。現任教區主教為馬克斯‧羅德里格斯。
1958年5月20日自卡拉奇總教區分出，建立教區。